# 蒙古人 (歌曲)
《蒙古人》是由中國蒙古族歌手騰格爾譜曲並演唱的歌曲。歌詞節選自蒙古國詩人奇·其木德（拉丁轉寫：Ch. Chimed）1945年創作的長詩《我是蒙古人》（拉丁轉寫：Bi mongol hun），用蒙、漢兩種語言演唱，表現對族群的認同、對故鄉的熱愛。
1986年騰格爾攜此歌參加東方歌舞團主辦的首屆“孔雀盃”青年歌手大賽並進入前十名，標誌著自身歌唱生涯的開始。1988年歌曲專輯發行後，在國內外都產生了很大影響，甚至被泛蒙古主義者認作國歌。此外，这首歌曲亦是电影《黑骏马》的插曲。